# Warszawskie Towarzystwo Pomocy Lekarskiej i Opieki nad Umysłowo i Nerwowo Chorymi
Warszawskie Towarzystwo Pomocy Lekarskiej i Opieki nad Psychicznie i Nerwowo Chorymi - ośrodek pomocy dla osób po kryzysach psychicznych w powrocie do społeczeństwa i uzyskaniu równowagi emocjonalnej. Obecnie WTPLIO prowadzi 4 placówki w Warszawie oferujące pomoc psychologiczną, wsparcie psychiczne i rehabilitację psychospołeczną dla osób z zaburzeniami psychicznymi i ich rodzin.
Obszary działań:
- Pomoc psychologiczna

- Rehabilitacja
- Terapia
- Usługi socjalne
- Pomoc społeczna
- Ochrona zdrowia

Odbiorcy działań:
- Ofiary przemocy, przestępstw
- Osoby w kryzysie
- Osoby chore

## Historia
Jeszcze w czasach byłego Królestwa Kongresowego nie istniały instytucje samorządowe zajmujące się pomocą społeczną i opieką nad osobami z zaburzeniami psychicznymi, w przeciwieństwie do innych guberni Cesarstwa Rosyjskiego czy ziem zaboru pruskiego i austriackiego. W 1889 r. założono Warszawskie Towarzystwo Pomocy Lekarskiej i Opieki nad Umysłowo i Nerwowo Chorymi z inicjatywy Pelagii Popławskiej. Do celów Towarzystwa należało zapewnienie bezpłatnej pomocy lekarskiej ubogim chorym z zaburzeniami psychicznymi, poprzez zakładanie ambulatoriów, szpitali, warsztatów. Statut Towarzystwa został zatwierdzony w maju 1900 r. i w tym samym roku został wybrany jego pierwszy zarząd, zrzeszając wielu wybitnych i wpływowych ludzi. 
W 1903 roku WTPLIO założyło Szpital „Drewnica”, a w 1911 r. wybudowało w Karolinie (obecnie część miejscowości Otrębusy) na terenach podarowanych przez Karolinę Bobrowską pierwsze w kraju sanatorium dla niezamożnych osób z zaburzeniami psychicznymi, znaną pod nazwą Pałac Karolin. Ówczesnym kierownikiem był dr Wacław Knoff. Już po wojnie, w 1947 roku, sanatorium zostało rozwiązane i przejęte przez państwo, następnie przekazane na siedzibę Państwowego Zespołu Ludowego Pieśni i Tańca „Mazowsze”.
Warszawskie Towarzystwo zostało ponownie zarejestrowane po 43 latach przerwy w działaniu w Sądzie Wojewódzkim w Warszawie (obecnie Sąd Okręgowy w Warszawie) w dniu 21 listopada 1991 roku.